# Gospodar Jovanova
La rue Gospodar Jovanova (en serbe cyrillique : Господар Јованова) est une rue de Belgrade, la capitale de la Serbie, située dans la municipalité urbaine de Stari grad.

## Parcours
La rue Gospodar Jovanova naît au niveau de la rue Tadeuša Košćuška, au pied du parc de Kalemegdan. Elle s'oriente ensuite vers le sud-est et traverse les rues Rige od Fere, Cara Uroša, Višnjićeva, Kapetan Mišina, Kneginje Ljubice, Dobračina, Dositejeva, avant d'aboutir dans la rue Francuska.

## Architecture
La maison de Jovan Skerlić, située 42 rue Gospodar Jovanova et 17 rue Kneginje Ljubice, a été construite pour le critique littéraire Jovan Skerlić (1877-1914) dans la première décennie du XXe siècle comme un édifice résidentiel ; cette maison d'angle a été conçue dans le style de l'Art nouveau ; elle est inscrite sur la liste des biens culturels de la ville de Belgrade.

## Culture
La galerie Arheo est située au n° 31 de la rue.

## Éducation
L'école élémentaire Mihajlo Petrović Alas se trouve au n° 22.
L'Institut pour les langues étrangères de Belgrade (en serbe : Institut za strane jezike Beograd) est situé au n° 35 de la rue ; institut privé, il a son siège dans la rue et est coté à la Bourse de Belgrade.

## Économie
Un supermarché Mini Maxi est situé au n° 39.